# Ponor (Vrbas)
Ponor je rijeka na području općine Mrkonjić Grad, Republika Srpska, BiH. 
Ona predstavlja jedinstvenu hidro-geomorfološku pojavu, jer izvire kod sela Podrašnica i nakon nekoliko kilometara ponire ispod jugozapadnih obronaka planine Manjače u Podrašničkom polju. Nakon toga se opet pojavljuje u mjestu Krupa na Vrbasu i pod imenom Krupa se ulijeva u rijeku Vrbas. Ponor se odlikuje visokim stupnjem ekološke očuvanosti i bogatstvom živog svijeta.

## Vanjske poveznice
|  | Zajednički poslužitelj ima još gradiva o temi Ponor (pritoka Vrbasa) |